# Dedo
Dedo oder Deddo ist ein männlicher Vorname und Familienname.

## Herkunft und Bedeutung
Der Name ist die Kurzform von Dietrich und anderen Vornamen mit „Diet-“ oder „De-“. Er ist ursprünglich ein Friesischer Name. 

## Namensträger

### Vorname
Grafen der Wettiner:
- Dedo I. von Wettin (960–1009)
- Dedo II. (Lausitz) († 1075)
- Dedo III. von Wettin († 1069)
- Dedo IV. von Wettin (1086–1124)

Sonstige Namensträger:
- Dedo von Kerssenbrock-Krosigk, Leiter des Glasmuseums Hentrich
- Dedo von Krosigk (Adliger, um 1040) (um 1040–nach 1116), aus der deutschen Adelsfamilie Krosigk im Saalekreis
- Dedo von Krosigk (Landrat) (1776–1857), deutscher Rittergutsbesitzer und Politiker
- Dedo von Krosigk (General) (1848–1908), deutscher Generalmajor
- Dedo von Krosigk (Kreisdirektor) (1858–1932), deutscher Rittergutsbesitzer und Verwaltungsbeamter
- Alfred Dedo Müller (1890–1972), deutscher Theologe und Hochschullehrer
- Dedo Weigert (* 1938), deutscher Kameramann und Entwickler des Dedolight-Beleuchtungssystems

### Familienname
- Hozan Dedo, kurdischer Musiker in der Schweiz
- Maria Dedo-Brie (1877–1960), Lehrerin und Autorin